# Giovanni Battista Sartori
Giovanni Battista Sartori ou Sartori-Canova (Crespano del Grappa,  18 de agosto de 1775 — Possagno, 18 de julho de 1858) foi um bispo, professor, intelectual e mecenas italiano. 
Por parte de mãe era meio irmão do celebrado escultor Antonio Canova, do qual foi secretário, e como tal desempenhou um importante papel no desenvolvimento e promoção de sua carreira artística. Junto com Canova resgatou uma valiosa coleção de arte confiscada por Napoleão, e como herdeiro de Canova terminou a construção do Templo Canoviano e fundou o Museu Canoviano, doando todo o seu rico acervo à cidade de Possagno. Era considerado um grande orador e desempenhou também relevante atividade beneficente, intelectual e literária.

## Biografia

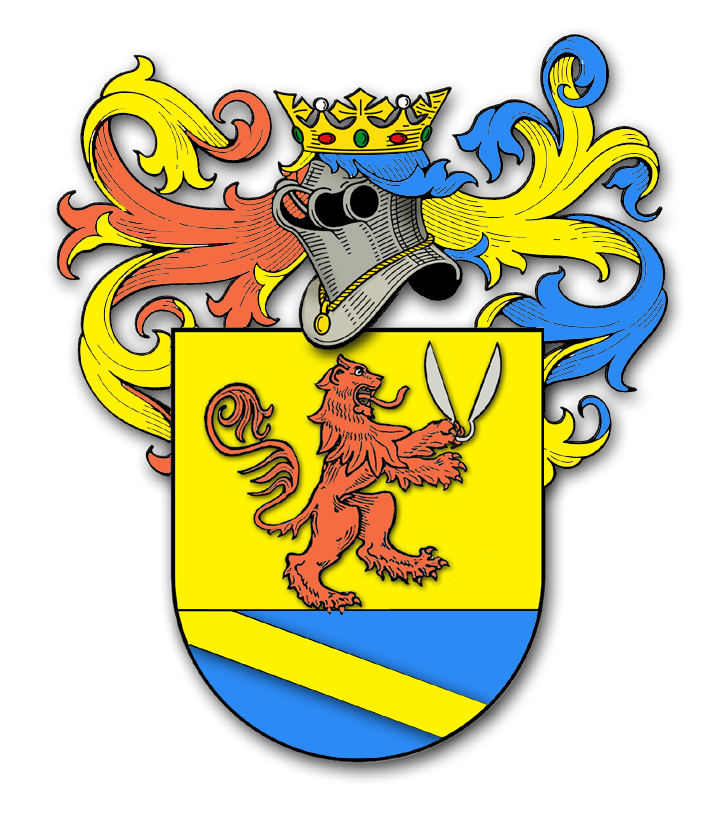
Brasão principal do ramo de Bassano del Grappa.

A mãe de Sartori, Angela Zardo, filha de messere Giovanni, casou em primeiras núpcias com Pietro Canova, com quem gerou em 1757 Antonio Canova, que se tornaria o maior nome da escultura neoclássica. Cerca de três anos depois Pietro faleceu, e logo após Angela casou de novo com messere Francesco Sartori, filho de Iseppo. Francesco descendia de um ramo bassanês fixado em Crespano del Grappa da antiga e nobre família Sartori de Vicenza. Em virtude do novo casamento, Angela entregou o filho Antonio para que o avô paterno o criasse.
O segundo casamento representou a fundação de um ramo que viria a ser conhecido como Sartori-Canova. Francesco teve sua nobreza confirmada em 1760 pelo doge de Veneza, inscrevendo-o por decreto no Conselho Nobre de Bassano. Com Francesco, Angela teve quatro filhos: Giuseppe, Maria, Elisabetta e Giovanni Battista. Contudo, Giovanni Battista só iria nascer quase vinte anos mais tarde que seu meio irmão Canova. Nasceu às 11 horas do dia 18 de agosto de 1775, sendo batizado no mesmo dia pelo capelão Sebastian Ziliotti, tendo como padrinhos Angelo Veronese e Lucia, esposa de Francesco Zardo.
Sartori fez seus primeiros estudos no seio da família, demonstrando desde cedo grande aptidão intelectual. Iniciou seu preparo religioso em 1791 no Seminário Episcopal de Pádua, onde também estudou os clássicos e humanidades, sendo ordenado padre em 1796. Seus estudos foram em parte financiados por Canova, a quem só veio a conhecer pessoalmente em 1798. Em 1800, estando Canova em Roma, já famoso e muito requisitado, chamou seu irmão para ser seu secretário, e desde então ambos se tornaram inseparáveis.
Sartori secretariou Canova por toda a vida do artista, e por seu intermédio estabeleceria proveitosos contatos com destacados artistas e intelectuais, pois entre suas principais tarefas estava a de administrar a copiosa correspondência de Canova, além de acompanhá-lo em suas viagens à França, Inglaterra e Áustria, onde atendeu a encomendas das cortes. Também administrava cuidadosamente os bens do irmão, que havia se tornado uma das cem pessoas mais ricas de Roma, e isso incluía contatos e tratativas para a venda de suas obras, tinha o encargo de ler literatura clássica para ele enquanto esculpia, e organizava a divulgação das suas esculturas através de reproduções em gravura. Neste período aperfeiçoou seu conhecimento do grego, latim e história, iniciou o estudo do hebreu e do aramaico, e incrementou o cultivo de seu grande interesse pelas antiguidades e moedas antigas.
Em 1815 Canova e Sartori foram incumbindos pelo papa Pio VII de importante missão em Paris para tentar reaver o tesouro artístico saqueado da Itália por Napoleão. Canova contribuiu com o imenso e unânime prestígio de que desfrutava e seus contatos na elite, que lhe abriram as portas, e Sartori respondeu pela diplomacia e pelo convencimento, sendo nomeado orador oficial da embaixada e representante do povo romano. A ele coube preparar toda a argumentação do pleito. A embaixada não teve um êxito completo, mas conseguiu repatriar dezenas de pinturas famosas de Rafael Sanzio, Domenichino, Guercino, Carracci, Fra Angelico, Perugino e outros pintores, mais de 60 estátuas e bustos, incluindo obras-primas como o Apolo Belvedere, os Cavalos de São Marcos, a Vênus Médici, o Grupo de Laocoonte, o Torso Belvedere, o Gladiador moribundo, diversos vasos etruscos, entre muitas outras peças que haviam sido tomadas em várias cidades.

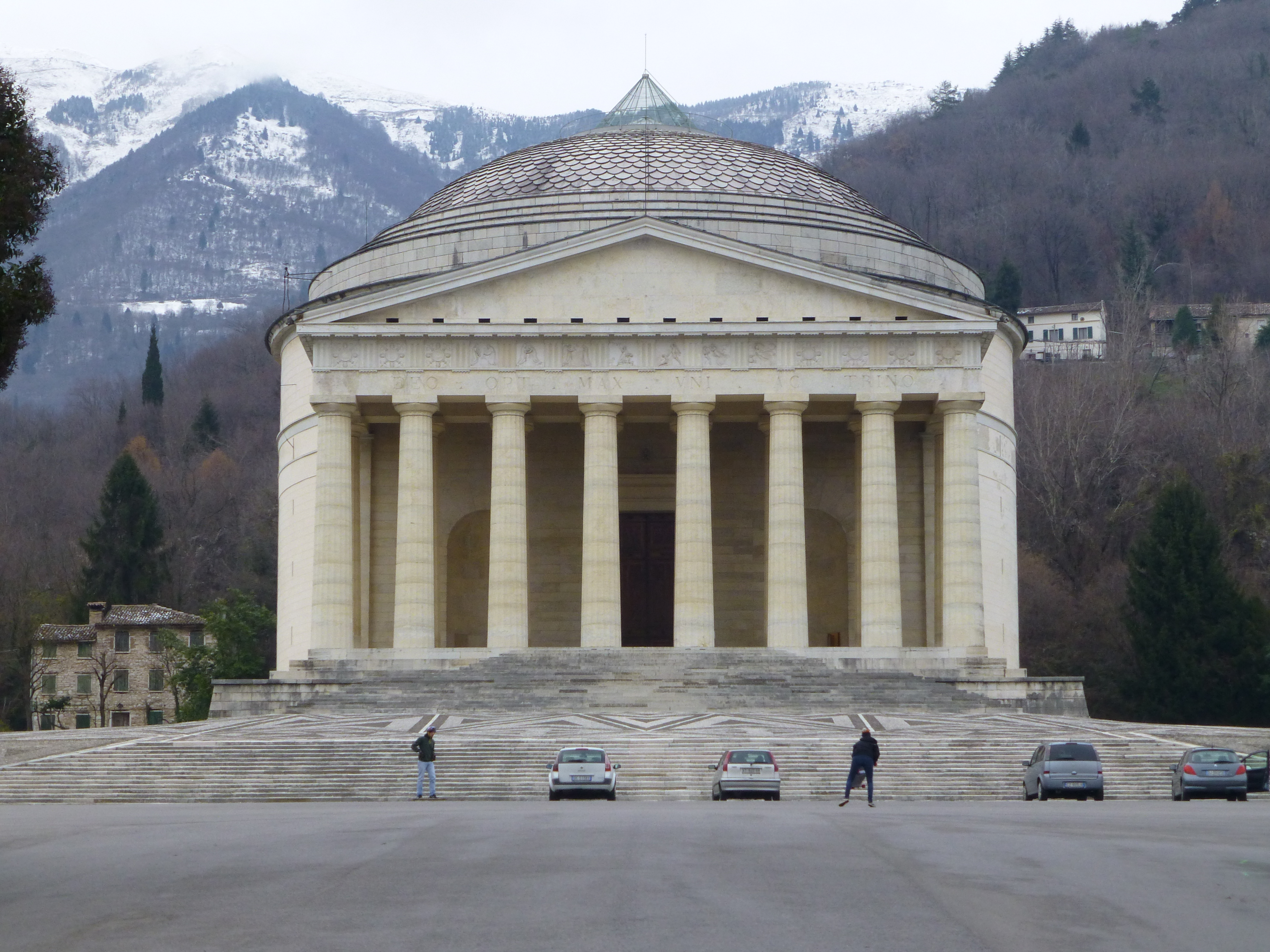
O Templo Canoviano

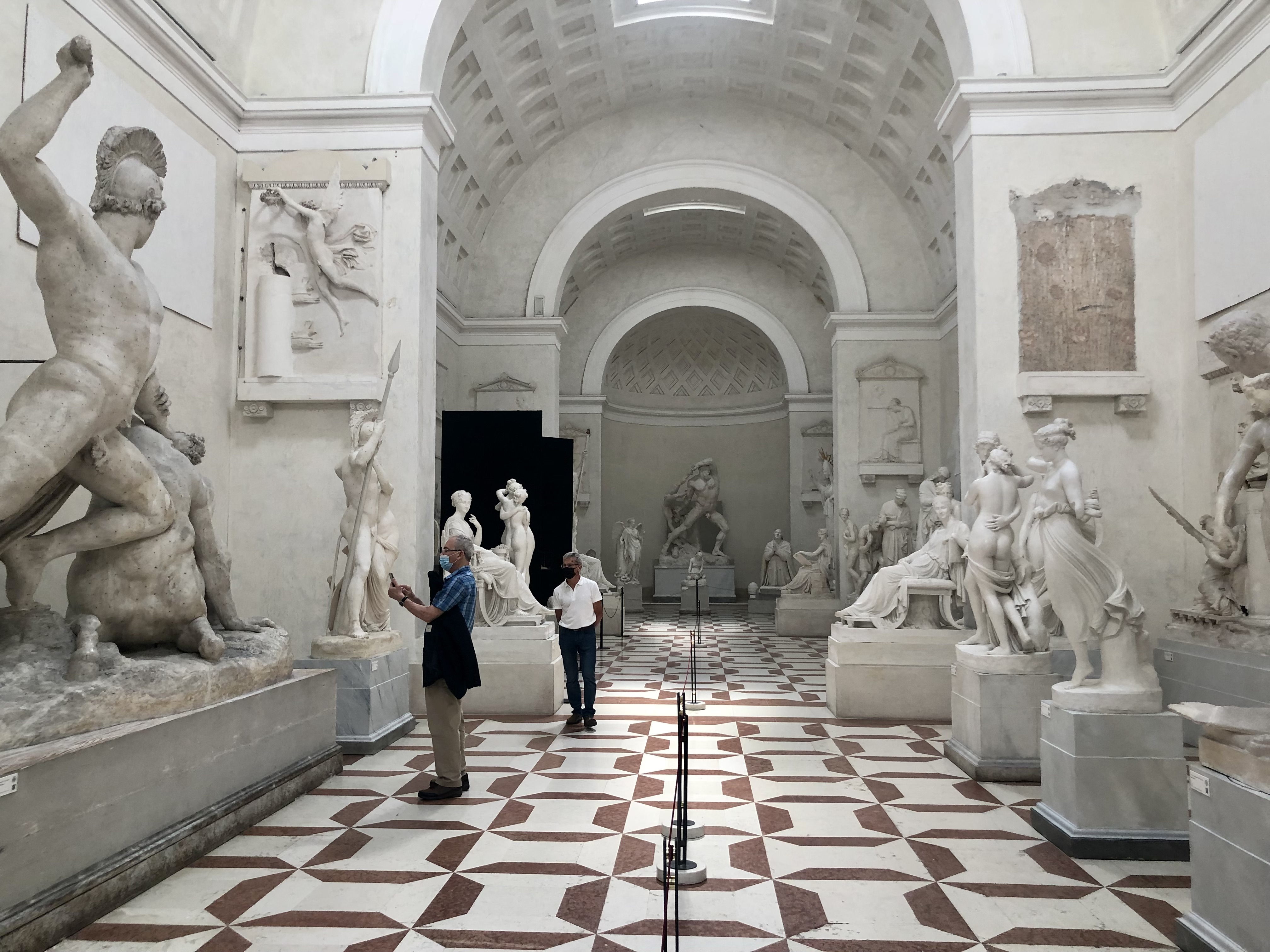
A gipsoteca do Museu Canoviano

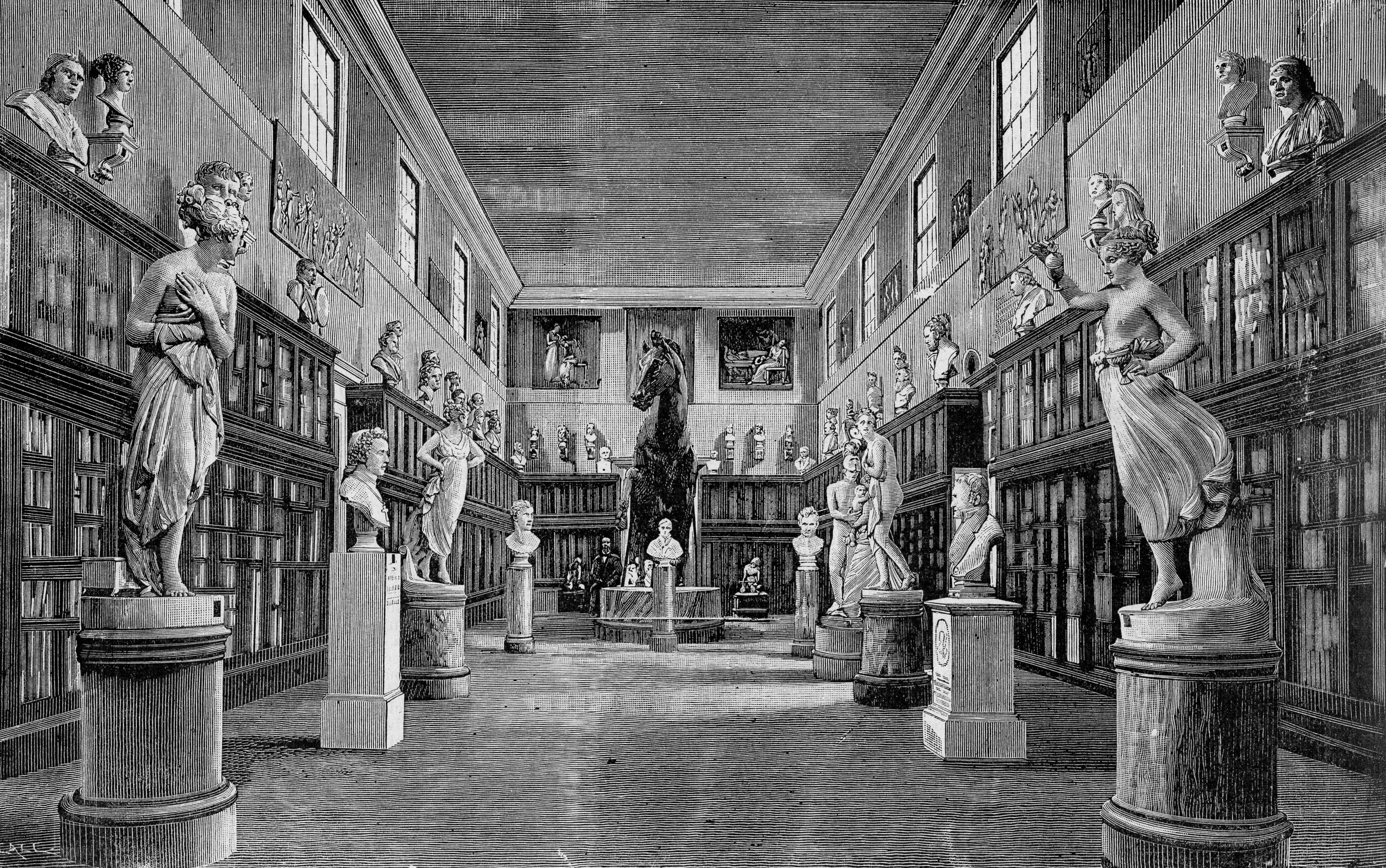
Obras de Canova doadas pelo bispo ao Museu Cívico de Bassano

Em 1819 Canova decidiu construir em Possagno uma igreja, hoje chamada Templo Canoviano, mas o projeto foi interrompido pela sua morte em 1822. Sartori foi designado herdeiro universal no testamento do artista, sendo ali nomeado Sartori-Canova. Em 1826, por indicação do cardeal Giacinto Placido Zurla, foi feito bispo, com o título de Mindo, em reconhecimento da sua ajuda na recuperação das obras de arte confiscadas, e seu brasão episcopal usa os elementos das armas do irmão, em posição espelhada. No mesmo ano o papa o nomeou prelado doméstico de Sua Santidade e assistente do Sólio Pontifício.
Em 1827 fixou residência definitiva em Possagno. Contudo, Canova havia nomeado Sartori seu executor testamentário, incumbindo-o de terminar a igreja. Sartori fez algumas modificações pouco importantes na planta mas definiu boa parte da decoração, incluindo os afrescos dos apóstolos, encomendados ao pintor Giovanni Bellini, duas esculturas para o altar, de Bernardo Torretti, além de aproveitar para o retábulo uma antiga pintura realizada por Canova, com o tema da lamentação sobre o Cristo morto. O edifício foi inaugurado em 1830 e consagrado em 1832, tendo custado mais de um milhão de francos, a maior parte paga por Sartori. Com o rico espólio artístico deixado pelo irmão, Sartori criou o Museu Canoviano, dotado em 1832 de uma sede própria e em 1853 de uma fundação administrativa, doando todo o patrimônio do museu à comuna de Possagno. O acervo foi constituído com cerca de dois mil desenhos, numerosas estátuas em gesso e mármore, quase todos os esboços preparatórios, pinturas, sua biblioteca, quase toda sua vasta correspondência, seus diários e outros manuscritos.
À parte suas atividades ligadas a Canova, desenvolveu uma rica vida própria. Reuniu uma importante coleção numismática com mais de 5 mil moedas e medalhas romanas dos períodos republicano e imperial, incluindo peças raríssimas, tornou-se um grande orador, um reputado comentarista de autores gregos e latinos, tradutor de tragédias gregas e textos aramaicos e consultor de outros eruditos, sendo elogiado por Pietro Giordani, Pietro Canal, Giacomo Leopardi e Giovanni Battista Niccolini pela sua erudição e pela fineza do seu juízo crítico. Dava palestras e fez vários alunos, mas não publicou nada em vida, segundo Domenico Villa, por modéstia, a despeito de receber muitos incentivos para fazê-lo. Também manteve correspondência com Emmanuele Cicogna, Gavin Hamilton, François-René de Chateaubriand, Angelo Mai e outros intelectuais. Disse T. Roberti, que escreveu um obituário, que suas cartas eram uma prova de sua cultura e seu estilo tinha uma vivacidade que ao mesmo tempo deleitava e prendia a atenção do leitor, merecendo ombrear com os maiores epistolários de seu tempo.

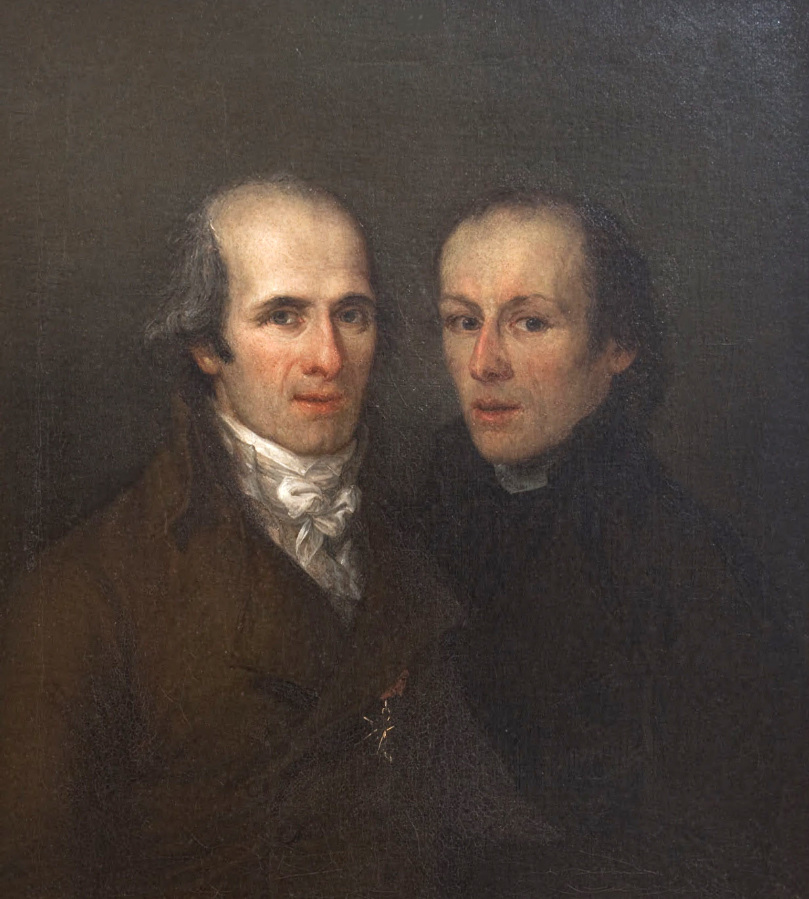
Canova e Sartori

Dedicou-se ainda à beneficência. Transformou seus palácios em Possagno e Crespano em abrigos para pobres, gastou uma fortuna financiando pessoalmente o embelezamento de igrejas e a construção de estradas, pontes, fontes e outras obras públicas em Possagno e Crespano, fez dotações financeiras para vários orfanatos e asilos, e doou importantes obras de arte e coleções de moedas para vários museus em Bassano del Grappa, Florença, Parma, Piacenza, Treviso, Veneza e Asolo, e valiosas coleções de manuscritos e livros raros para os seminários de Treviso e Pádua. Outra obra de significativo relevo foi a fundação em Possagno, em 1857, de uma escola para jovens pobres, batizada como Instituto Canova.
Sartori faleceu em Possagno em 18 de julho de 1858, após breve doença, em plena posse de suas faculdades intelectuais, sendo sepultado no Templo Canoviano, ao lado do irmão. Sobre sua tumba foi colocado um busto de mármore criado por Cincinnato Baruzzi. Sua morte foi muito lamentada e seu sepultamento foi acompanhado por muitas autoridades, sendo proferidos longos discursos em sua homenagem, que traçaram sua trajetória e o cobriram dos mais altos elogios, enfatizando que a grandeza sublime que Canova expressou na arte encontrou um espelho perfeito na bondade, na inteligência e nas virtudes cristãs de Sartori.

## Distinções e legado

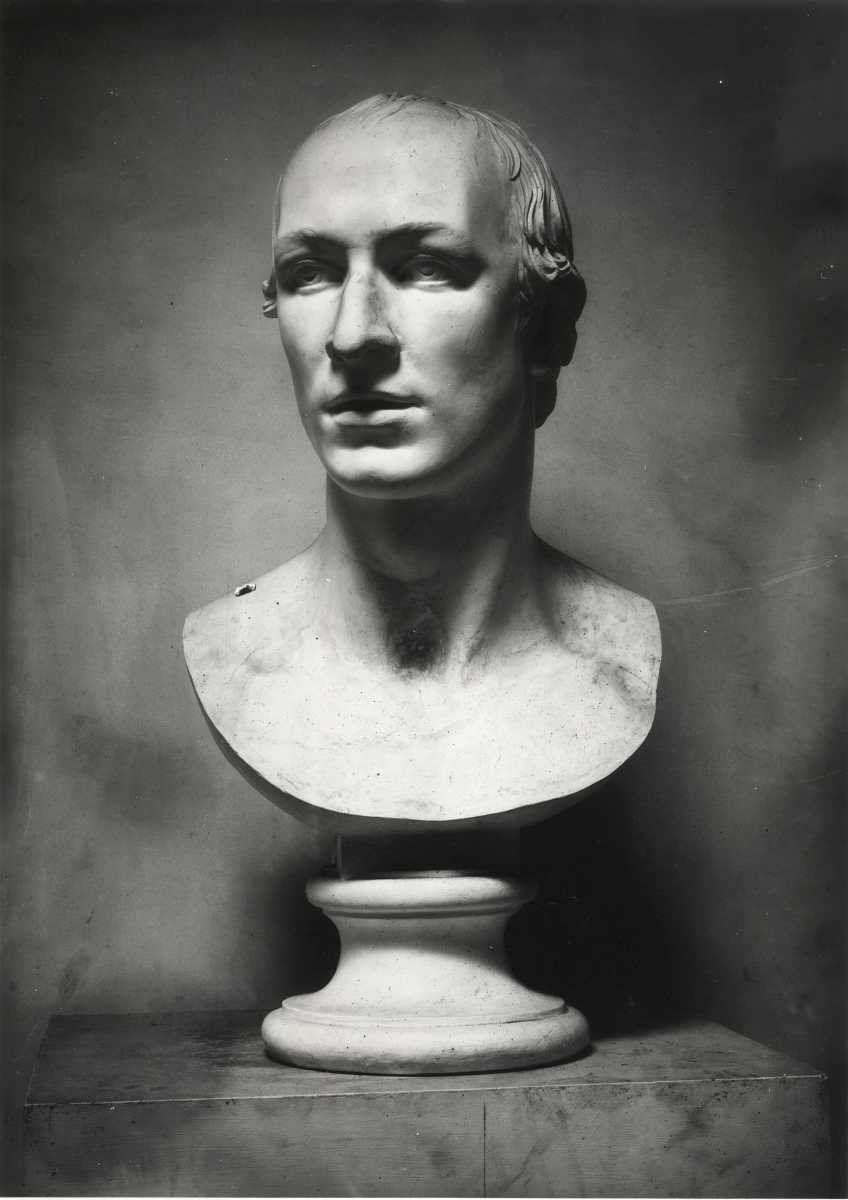
Retrato do bispo Sartori, escultura de Antonio Canova.

Foi sócio honorário do Instituto de Ciências e Artes de Veneza, membro de diversas academias literárias e científicas, recusou o título de cardeal que lhe foi oferecido duas vezes, e em reconhecimento de suas obras sociais foi nomeado comendador da Ordem da Coroa de Ferro pelo imperador Fernando I da Áustria. A comuna de Bassano del Grappa o nomeou cidadão honorário e instalou um busto no Museu Cívico. Seu nome batiza uma rua em Possagno.
Depois de terminar o Templo Canoviano, Sartori mandou elaborar um livro ricamente ilustrado sobre o edifício, que mereceu o elogio do papa Gregório XVI, que depois de referir-se à grandeza de Canova e ao templo "magnífico e majestoso", e lembrando o quanto Sartori havia gasto com ele, assim disse:
"Vós, irmão, soubestes contribuir muito bem para a sua fama e celebridade, especialmente com as vossas belas qualidades. É, de fato, Nossa conhecida a extensão dos vossos vários talentos, a vossa especial piedade, religião, probidade, o vosso amor pela amena literatura e pela ciência mais sólida, e não menos Nos é conhecida vossa obsequiosa devoção a Nós e a esta Sé Apostólica. Do vosso particular sentimento para Conosco é prova o livro elegantíssimo com que Nos presenteastes. Queremos assim vos assegurar que por muitas razões foi uma obra portentosa a que antes citamos [o Templo], e que por vossas egrégias virtudes Nosso coração sentirá por vós uma incessante afeição".
O reconhecimento que o papa fez da importante colaboração de Sartori para o sucesso do irmão é repetido também pela crítica contemporânea. Segundo o historiador Andrea dal Negro, sua memória foi muito eclipsada pela vasta fama do irmão, mas como seu secretário e administrador deu uma contribuição fundamental para que a carreira dele fosse tão bem sucedida. Moira Mascotto, diretora do Museu Canoviano, é da mesma opinião, e acrescenta que mais do que um secretário, Sartori foi para ele um grande amigo e confidente, além de ter sido um homem de visão extraordinariamente ampla e progressista, expressa nas importantes instituições que fundou, na infraestrutura que criou para que funcionassem, e nas várias outras obras de beneficência que deixou e que criaram uma rede de fortes laços culturais entre várias cidades da região, unidas através do seu legado e o de Canova.

## Herdeiros
Sua irmã Maria casou primeiro com seu parente bassanês, o nobre Giulio Sartori, com quem gerou Girolamo, nascido em 1789, confirmado na nobreza em 1825 mas falecido antes do bispo sem descendentes, e depois casou com Giacomo Bianchi, gerando Antonia, mais conhecida como Antonietta, a quem Sartori nomeou herdeira universal. Antonietta havia casado em 1821 com o nobre Pietro Stecchini, major e cavaleiro da Coroa de Ferro, gerando em 1822 o filho Giovanni Pietro Battista Antonio, que faleceu jovem em 1839. Depois de enviuvar em 1848, casou com o conde Filippo Canal, síndico de Possagno, bibliófilo, colaborador na fundação do Museu Canoviano, e um dos três executores testamentários de Sartori.
Sartori separou para a sobrinha um importante grupo de obras de Canova, ela colaborou na organização do Museu Canoviano, participou da criação em 1857 e foi incansável colaboradora do Instituto de Clérigos Regulares das Escolas de Caridade de Possagno, idealizado por seu segundo marido e financiado generosamente por Sartori. Foi elogiada por Domenico Villa, arcipreste de Bassano, como dotada de "raros dotes de mente e de coração", e por Laura Roberti-Lugo, que a chamou de "senhora cultíssima" ao dedicar-lhe um volume de crônicas em formato de epístolas do seu finado marido, o literato Ambrogio Lugo, publicado em 1868. Falecida em torno de 1874, Antonietta deixou em testamento um legado de cem mil liras para a criação em Crespano de um instituto para crianças pobres nascidas em Crespano e Possagno, que veio a ser oficializado em 6 de maio de 1880 com o nome de Obra Pia Bianchi-Canal.
Como o segundo casamento não gerou filhos, os interesses remanescentes de Antonietta sobre o legado de Canova passaram para o marido, que lhe sobreviveu, e depois para seu sobrinho e único herdeiro, o doutor Piero Canal, filho do musicólogo, latinista e professor da Universidade de Pádua, conde Pietro Canal, o qual, segundo Villa, tentou por todos os meios, mas sem sucesso, impedir que Sartori destruísse seus próprios escritos por desconfiar das seduções da fama mundana.